# Шагін (Бушир)
Футбольний клуб Шагін (Бушир) або просто Шагін (перс. باشگاه فوتبال شاهین شهرداری بوشهر) — професіональний іранський футбольний клуб з міста Бушир. У перекладі з перської мови назву клубу можна перекласти як «Сокіл» або «Яструб». Зараз команда виступає в другому дивізіоні іранського чемпіонату та проводить домашні поєдинки на стадіоні «Шагід Бегешті». Раніше клуб мав назву Іранджаван.

## Історія

### ФК «Шагін» (1942—1967)
ФК «Шагін» було засновано 1942 році вчителем Д-р. Аббасом Ікрамі.
Шагін створив футбольний клуб, щоб допомагати молодим людям під девізом:
|  | перс. اول اخلاق، دوم درس، سوم ورزش По-перше — народність, по-друге — освіта, по-третє — Спорт. Девіз ФК «Шагін» |

Шагін підготував багато талановитих футболістів: Парвіз Дедарі, Масуд Буруманд, Гомаюн Бегзаді, Джафар Кашані, Хоссейн Калані, Хамід Ширзадеган, а також багато інших гравців національної збірної. Ці таланти зробили «Шагін» дуже популярним у 1060-их роках, але ця популярність розглядалася як загроза з боку Федерації футболу Ірану та «Кейган Варжеши» (найпопулярніше спортивне видання в Ірані того часу). Конфлікт між ними загострювався й надалі, й 9 липня 1967 року, за два дні після перемоги над «Тегранджаваном» з рахунком 3:0, Спортивна Організація оголосила про розпуск ФК «Шагіна». Після цього відвідуваність чемпіонату різко впала, а ПАС, Рах Ахан та «Огаб» (Тегеран) намагалися підписати гравців «Шагіна».

### Заснування
Клуб був заснований під назвою Іранджаван.Після років існування та виступів клубу в різних рівнях національного чемпіонату, включаючи сезон 1994/95 років проведений у вищому дивізіоні та декілька років у другому дивізіоні, «Іранджаван» у 2007 році був перейменований у «Шагін Бушир»  та в 2009 році вийшов до ІПЛ. Зараз клуб перебуває у власності Спеціальної Економічної Енергетичної Зони Парс, базується в Азалує, провінція Бушир.

### Вихід до Іранської Про Ліги
Клуб здобув путівку до Іранської Про Ліги після перемоги в плей-оф за право підвищення з загальним рахунком 3:2 над тебризьким «Шагрдарі» та приєднався до «Трактор Сазі» у Іранській Про Лізі сезоні 2009/10 років. У сезоні 2009/10 років «Шагін» встановив рекорд: у своїх матчах команда не отримала жодної червоної картки.

### Вибування
У сезоні 2011/12 років «Шагін» став фіналістом Кубку Хазфі, але поступився в фіналі «Естеґлалу», але в тому ж сезоні за підсумком чемпіонату клуб вилетів до Ліги Азадеган. Наступний сезон «Шагін» знову продовжив своє падіння, вилетівши до Ліги 2. У 2014 році «Шагін» знову вилетів до третього дивізіону.

### Повернення у власність муніципалітету
Після повернення у власність муніципалітету влітку 2015 року клуб змінив свою назву на «Шагін Шагрдарі Бушир» та викупив ліцензію «Багман Шираз» у Лізі 2. Після цього «Шагін» став одним з фаворитів у боротьбі за вихід до Ліги Азадеган. У сезоні 2015/16 років клуб був близьким до підвищення в класі, вийшовши до фінальної групової стадії, але в Групі A фінішував лише 4-им.

## Досягнення
- Кубок Хазфі
  -  Фіналіст (1): 2011/12

- Ліга Азадеган
  -  Срібний призер (1): 2008/09

- Ліга 2
  -  Срібний призер (1): 2003/04
  -  Бронзовий призер (1): 1993/94

- Чемпіонат провінції Бушир
  -  Чемпіон (1): 2001/02
  -  Бронзовий призер (1): 1999/00

## Клубні кольори
Зазвичай домашня форма клубу складається з білої сорочки, чорних шортів та білих шкарпеток. Також у формі клубу можна почати червоні та жовті кольори. Виїзна форма зазвичай має червоний колір.

## Статистика виступів у національних турнірах
У таблиці, яка подана нижче, наведені результати виступів клубу «Шагін» (Бушир) у національних турнірах з 1993 року.
| Сезон   | Див. | Ліга                      | Місце        | Кубок Хазфі       | Примітки   |
| ------- | ---- | ------------------------- | ------------ | ----------------- | ---------- |
| 1993–94 | 2    | Ліга 2                    | 3-тє         |                   | Підвищення |
| 1994–95 | 1    | Ліга Азадеган             | 12-те        |                   | Вибування  |
| 1995–96 | 2    | Ліга 2                    | 7-ме         |                   |            |
| 1996–97 | 2    | Ліга 2                    | 5-те         |                   |            |
| 1997–98 | 2    | Ліга 2                    | 8-ме         |                   |            |
| 1998–99 | 2    | Ліга 2                    | 7-ме         |                   |            |
| 1999–00 | 3    | Чемпіонат провінції Бушир | 3-тє         |                   |            |
| 2000–01 | 3    | Чемпіонат провінції Бушир | 1-ше         |                   | Підвищення |
| 2001–02 | 3    | Ліга 2                    | 8-ме         |                   |            |
| 2002–03 | 3    | Ліга 2                    | 6-те         |                   | Підвищення |
| 2003–04 | 3    | Ліга 2                    | 2-ге         |                   | Підвищення |
| 2004–05 | 2    | Ліга Азадеган             | 7-ме         | Перший раунд      |            |
| 2005–06 | 2    | Ліга Азадеган             | 4-те         | Перший раунд      |            |
| 2006–07 | 2    | Ліга Азадеган             | 9-те         | Перший раунд      |            |
| 2007–08 | 2    | Ліга Азадеган             | 8-ме         | Перший раунд      |            |
| 2008–09 | 2    | Ліга Азадеган             | 2-ге         | Третій раунд      | Підвищення |
| 2009–10 | 1    | Про-ліга                  | 13-те        | 1/8 фіналу        |            |
| 2010–11 | 1    | Про-ліга                  | 14-те        | 1/8 фіналу        |            |
| 2011–12 | 1    | Про-ліга                  | 17-те        | Фінал             | Вибування  |
| 2012–13 | 2    | Ліга Азадеган             | 12-те        | 1/16 Фіналу       | Вибування  |
| 2013–14 | 3    | Ліга 2                    | 14-те        | Не кваліфікувався | Вибування  |
| 2014–15 | 4    | Ліга 3                    | 11-те        | Не кваліфікувався | Замінив    |
| 2015–16 | 3    | Ліга 2                    | 4-те/Група A | Не кваліфікувався |            |

## Відомі президенти
- Аліреза Нематі
- Мохаммед Дамешгі

## Відомі тренери
| Ім'я               | Нац. | З                 | По                |
| ------------------ | ---- | ----------------- | ----------------- |
| Расул Хасанпур     | Іран | 29 вересня 1974   | 5 вересня 1994    |
| Ахмад Турані       | Іран | 5 вересня 1994    | 3 січня 1995      |
| Хамід Кололі Фард  | Іран | 3 січня 1995      | 4 лютого 2006     |
| Реза Ватанхаг      | Іран | 1 березня 2006    | 1 листопада 2006  |
| Наїм Саадаві       | Іран | 1 листопада 2006  | 17 лютого 2007    |
| Хамід Кололі Фард  | Іран | 17 лютого 2007    | 14 травня 2007    |
| Наїм Саадаві       | Іран | 5 червня 2007     | 29 листопада 2007 |
| Носрат Ірандуст    | Іран | 2 грудня 2007     | 30 травня 2008    |
| Хамід Кололі Фард  | Іран | 1 червня 2008     | 1 іересня 2009    |
| Махмуд Яварі       | Іран | 1 вересня 2009    | 14 травня 2010    |
| Хамід Істілі       | Іран | 16 червня 2010    | 6 квітня 2011     |
| Акбар Місагян*     | Іран | 6 квітня 2011     | 22 червня 2011    |
| Хамід Дерахшан     | Іран | 22 червня 2011    | 5 жовтня 2011     |
| Фіруз Карімі       | Іран | 6 жовтня 2011     | 6 лютого 2012     |
| Хамід Дерахшан     | Іран | 13 лютого 2012    | 3 квітня 2012     |
| Асгар Камяб*       | Іран | 3 квітня 2012     | 18 липня 2012     |
| Хамід Кололі Фард  | Іран | 18 липня 2012     | 11 листопада 2012 |
| Алі Гантег         | Іран | 11 листопада 2012 | 20 листопада 2012 |
| Масуд Паліздан     | Іран | 20 листопада 2012 | 21 липня 2013     |
| Мехді Ганбарі      | Іран | 21 липня 2013     | 31 грудня 2013    |
| Абдолреза Базіярі  | Іран | 31 грудня 2013    | 4 вересня 2015    |
| Асгар Камяб        | Іран | 4 вересня 2015    | 1 вересня 2016    |
| Мохаммед Ахмедзаде | Іран | 1 вересня 2016    | теперішній час    |

- * = Виконувач обов'язків

## Відомі гравці
- Омід Аболхассані